# Viktorie Hanišová
Viktorie Hanišová (* 24. července 1980 Praha) je česká spisovatelka a překladatelka. Ve svých prozaických knihách řeší především narušené rodinné vztahy, překládá z angličtiny a němčiny. Za překlad knihy Philippa Winklera Chuligán získala v roce 2018 tvůrčí ocenění v rámci Ceny Josefa Jungmanna.  

## Život a dílo
Po maturitě na Gymnázium Budějovická studovala rok na jazykové škole, na Pedagogické fakultě Univerzity Karlovy v Praze vystudovala anglistiku a germanistiku. Krátce byla lektorkou angličtiny a němčiny. Strávila rok na jazykovém pobytu v Německu. V současné době překládá z němčiny a angličtiny a píše knihy.
Po volné románové trilogii propojené tématem mateřství Anežka, Houbařka a Rekonstrukce napsala knihu povídek s tématem sebevraždy Dlouhá trať. Žít zodpovědně ve městě řeší v knize rozhovorů o ekologických projektech Beton a hlína. K jejím posledním překladovým knihám patří Dívka, žena, jiné od Bernardine Evaristo, Výbor z díla od Melchiora Vischera či Džinové, román německé autorky Fatmy Aydemir, který s podporou Goethe-Institutu vydalo brněnské nakladatelství Host v roce 2024.

### Knižní publikace
- Anežka, 2015, román
- Houbařka, 2018, román
- Rekonstrukce, 2019, román
- Dlouhá trať, 2020, povídky
- Beton a hlína, 2021, rozhovory
- Neděle odpoledne, 2022, román